# 서부 버지니아 전역
서부 버지니아 전역(영어: Western Virginia campaign)은 서부 버지니아 작전(영어: operations in western Virginia) 또는 리치산 전역(영어: Rich Mountain campaign)으로도 알려져 있으며, 남북 전쟁 중 1861년 5월부터 12월까지 벌어졌다. 소장 조지 매클렐런 휘하의 연방군은 남부 연합군의 점령을 막기 위해 버지니아주 서부 지역을 침공했다. 이 지역은 나중에 웨스트버지니아주가 되었다. 웨스트버지니아 주민들은 양측에서 이 전역에 참전했으며, 휠링의 연방주의자 회의는 버지니아의 연방주의자 주지사로 프랜시스 H. 피어폰트를 지명하고, 서부 버지니아에 새로운 주를 창설하는 것을 추진했다. 대규모의 남부 연합군은 점차 이 지역을 포기하여, 전쟁의 대부분 기간 동안 소규모 지역 여단이 남부와 동부 지역을 유지하게 되었다.
서부 버지니아는 남부 연합군이 무기와 탄약 생산에 필요로 하는 중요한 광물 자원이었다. 또한 테네시주, 노스캐롤라이나주 및 셰넌도어 계곡으로 연방군이 접근할 수 있는 여러 도로와 유료 도로가 있었으며, 북부 지역의 볼티모어 앤 오하이오 철도는 동부 연방 주와 중서부를 연결했다.

## 배경

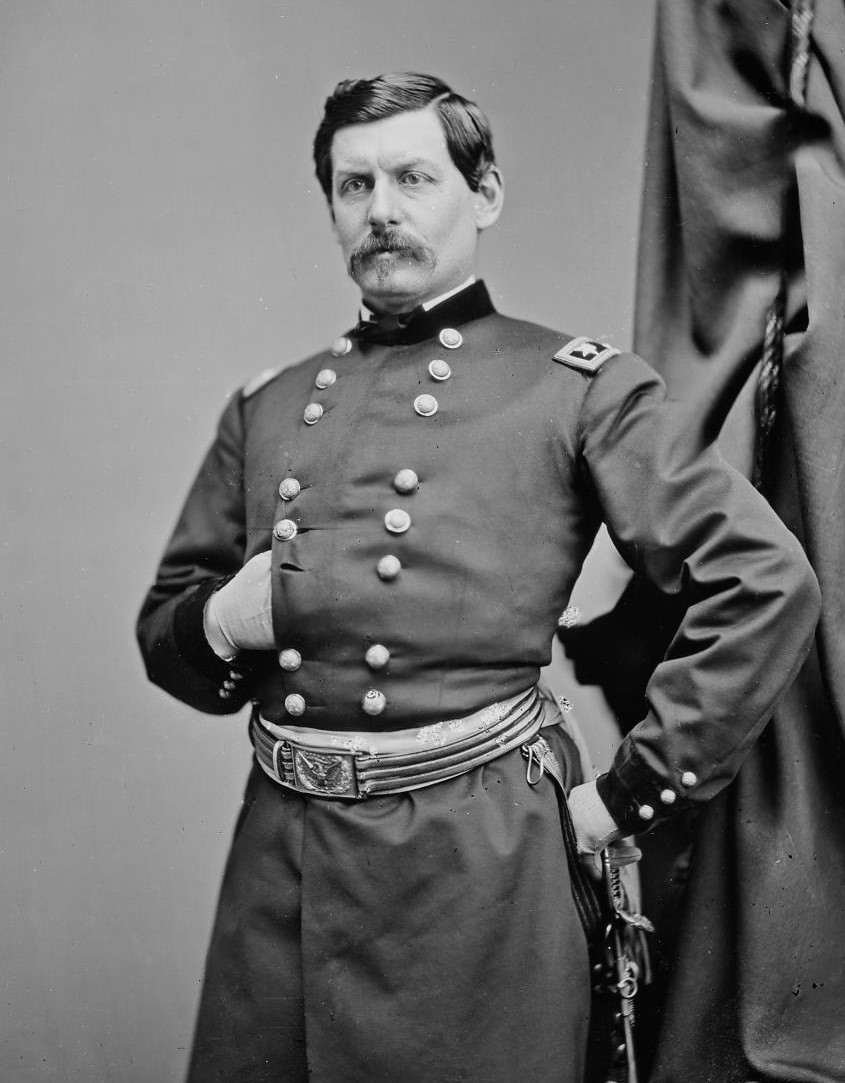
1861년 5월부터 6월까지 서부 버지니아의 연방군 사령관이었던 조지 B. 매클렐런

1861년 4월, 버지니아 주 회의는 분리하여 남부 연합에 가입하기로 투표했다. 그러나 주 서부 카운티에서는 이 조치에 대한 반대가 많았는데, 이들은 버지니아 동부보다는 서부 펜실베이니아주와 오하이오주와 더 밀접하게 연결되어 있었다. 리치먼드의 분리 투표 후, 북서부 버지니아의 연방주의자 지도자 존 칼라일은 클락스버그에서 회의를 주도하여 다음 달 휠링에서 회의를 소집하여 "현재의 비상 상황에서 북서부 버지니아 주민들이 취해야 할 조치"를 결정하도록 요청했다. 제1 및 제2 웨스트버지니아 연방 보병 연대도 같은 달에 창설되어 필리피에서의 전역 첫 전투에 참여했다. 이 지역의 연방군을 조직하기 위해 조지 B. 매클렐런은 오하이오, 인디애나, 일리노이, 서부 펜실베이니아 및 서부 버지니아를 포함하는 오하이오 방면군 사령관으로 임명되었다. 그는 오하이오, 인디애나 및 서부 버지니아에서 모집된 여러 연대를 모아 5월 초에 버지니아로 이동하여 볼티모어 앤 오하이오 철도와 카노와 강을 따라 움직였다. 웨스트버지니아는 주 승격 이전과 이후 모두 전쟁 내내 연방 측에서 싸우기 위해 여러 보병, 기병 및 포병 연대를 창설했다.
남부 연합군은 서부 버지니아에서 병력을 조직하기 위해 여러 사령관을 임명했다. 북서부 버지니아에는 조지 A. 포터필드 대령을, 카노와 계곡에는 준장 존 B. 플로이드와 헨리 A. 와이즈를 임명했다. 이 분할된 지휘 구조는 남부 연합군이 연방군의 침공에 대한 대응을 조율하는 것을 방해했다. 또한 버지니아 민병대 사령관인 로버트 E. 리 장군은 서부 버지니아에서 연방주의자 지지의 강도를 과소평가했다.

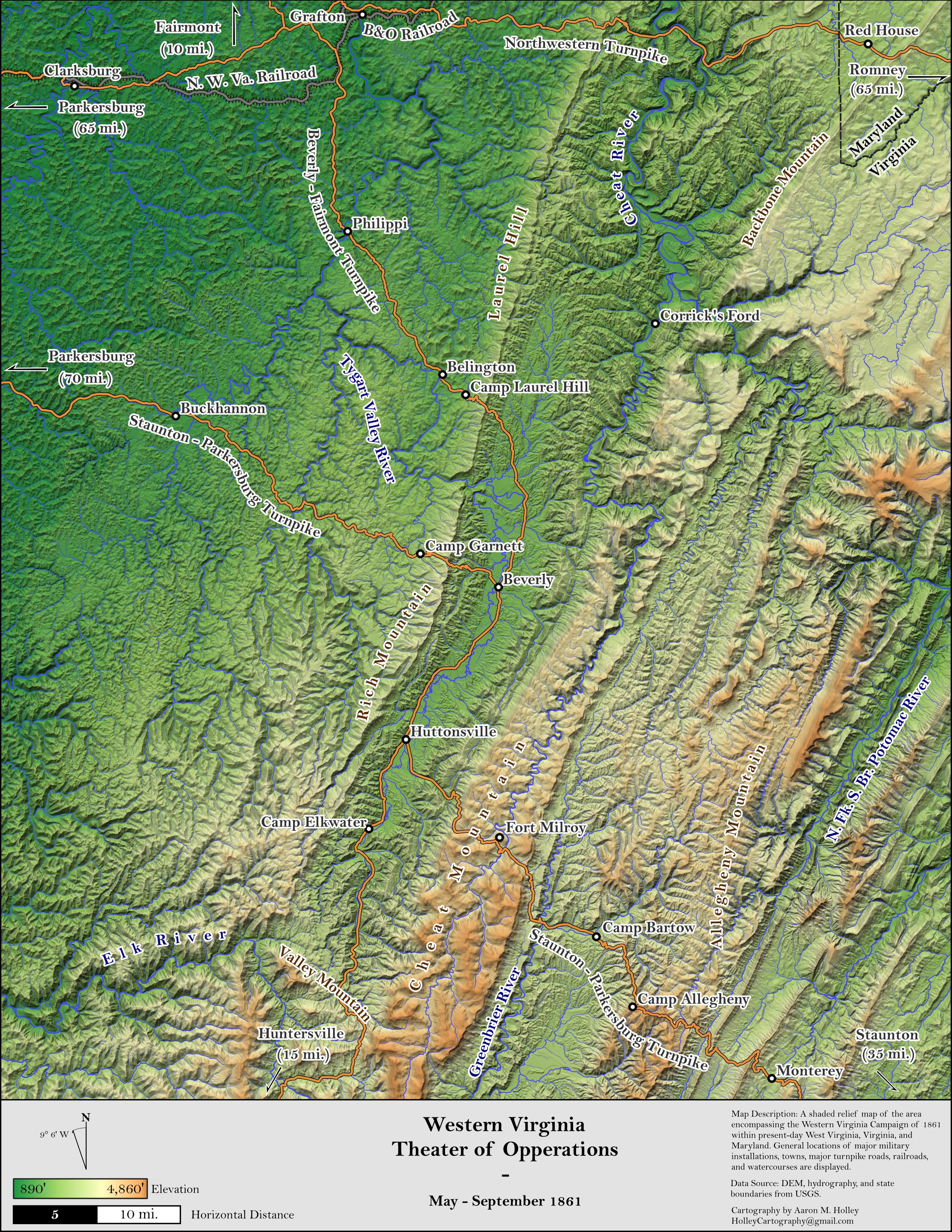
현재의 웨스트버지니아, 버지니아, 메릴랜드 주 내의 1861년 서부 버지니아 전역 지역의 음영 기복 지도. 주요 군사 시설, 도시, 주요 유료 도로, 철도 및 수로의 일반적인 위치가 표시되어 있다.

## 전투

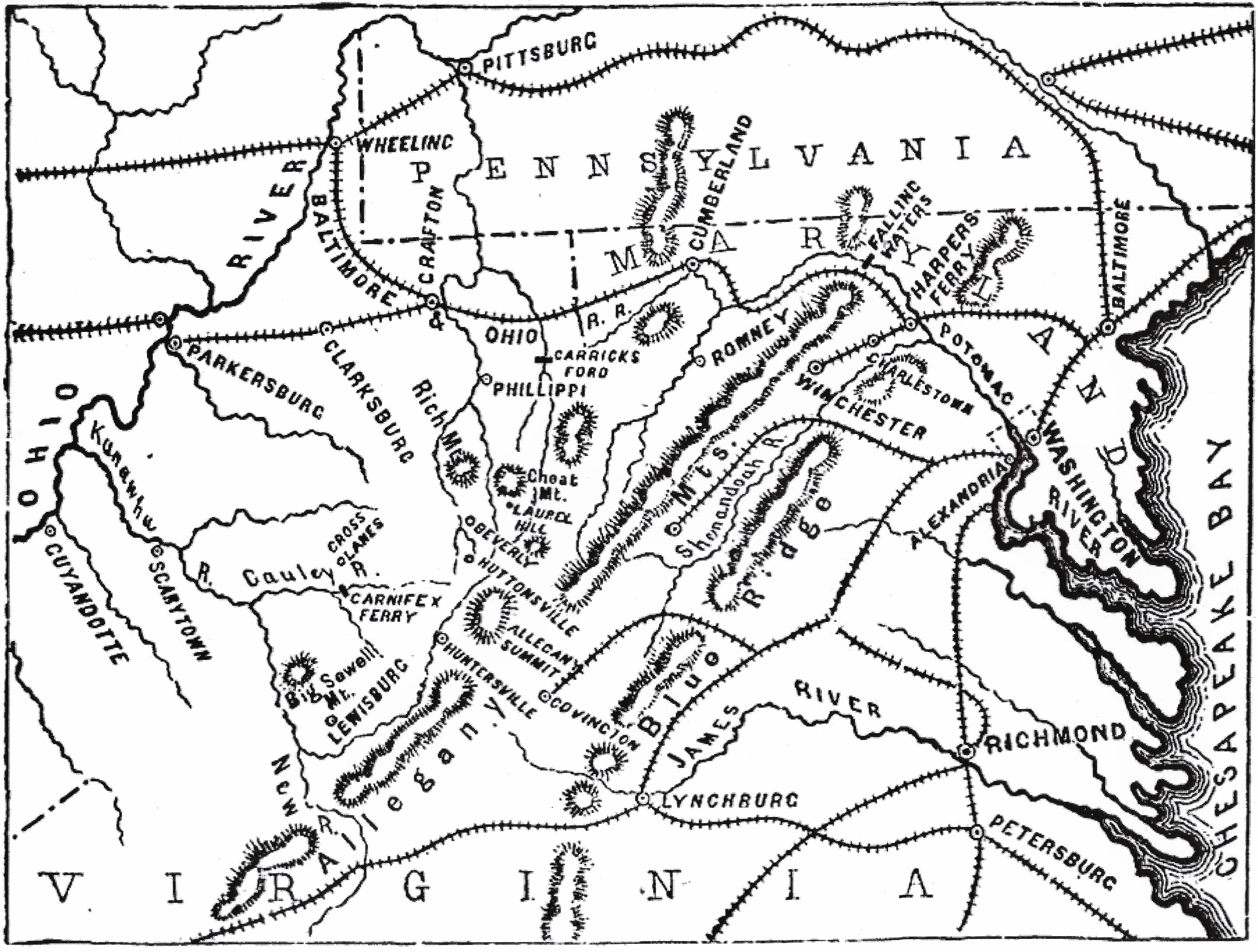
1861년 서부 버지니아의 남북 전쟁 전역

### 필리피
남부 연합군 포터필드 대령은 5월에 필리피 마을에 775명의 신병 병력을 집중시켰다. 6월 3일, 준장 토머스 A. 모리스 휘하의 연방군 부대가 남부 연합군 진지에 양면 공격을 개시했다. 남부 연합군은 단 한 차례의 일제 사격을 가한 후 마을에서 후퇴했다. 양측에서 부상자는 소수에 불과했다.

### 보우먼스 플레이스
소규모 남부 연합군 부대가 터커 카운티에서 연방주의자 선거를 방해할 목적으로 세인트 조지까지 말을 타고 갔다. 그들은 제15 및 제16 오하이오 보병 연대 분견대에 의해 매복 공격을 받았고, 양측 모두 경미한 사상자를 입었으며 남부 연합군 부대는 도주했다.

### 리치산과 로럴산
남부 연합군 준장 로버트 S. 가넷은 로럴산과 리치 산 주변에 소규모 병력을 집중시켰다. 매클렐런은 소규모 병력을 파견하여 리치산에서 남부 연합군의 좌익을 측면 공격하고 격파했으며, 이로 인해 로럴산에 있던 남부 연합군의 주력이 고립되어 가넷은 후퇴할 수밖에 없었다.

### 코릭스 포드
리치 산에서 남부 연합군이 후퇴하는 동안, 가넷은 연방군의 추격을 지연시키기 위해 치트 강의 여울에 소규모 척후병을 배치했다. 그러나 가넷은 연방군의 일제 사격에 전사하여, 전쟁에서 양측 군대 통틀어 처음으로 사망한 장군이 되었다. 남부 연합군은 격파되었다.

### 스캐리 크리크
존 로우 대령 휘하의 연방군 연대는 제이콥 돌슨 콕스 장군 여단의 일부로 카노와 계곡을 따라 진격하여 스캐리 근처의 남부 연합군 진지에 도달했다. 남부 연합군은 조지 S. 패튼 시니어 대령의 지휘를 받고 있었다. 제21 오하이오 보병 연대는 총검으로 돌격했지만 사상자를 내며 격퇴되었다. 연방군은 후퇴했고 남부 연합군은 작지만 중요한 승리를 거두었다.

### 케슬러스 크로스 레인스
플로이드의 남부 연합군 여단은 케슬러스 크로스 레인스에서 이래스터스 타일러 대령 휘하의 연방군 연대를 공격하여 격파했고, 일시적으로 카노와 계곡 동부를 남부 연합군에게 확보해 주었다.

### 카니펙스 페리
준장 윌리엄 S. 로즈크랜스는 클락스버그에서 세 개의 여단을 이끌고 카니펙스 페리에서 플로이드의 여단을 공격했다. 남부 연합군은 연방군의 공격을 막아낼 수 있었지만, 수적으로 열세였고 그날 밤 후퇴할 수밖에 없었다.

### 치트 산
여름 동안 연방군은 서부 버지니아를 통과하는 주요 고속도로를 보호하기 위해 병력을 집중시켰다. 준장 조지프 J. 레이놀즈는 치트 산의 연방군 주둔군을 지휘하며 스톤턴-파커스버그 턴파이크를 보호해야 했다. 리는 여러 부대가 집결하여 주둔군을 포위하는 복잡한 계획으로 이 병력을 산에서 몰아내려 했다. 그러나 공격을 시작하기로 되어 있던 여단장 중 한 명이 마지막 순간에 후퇴하여 리는 공격을 취소할 수밖에 없었다.

### 행잉 록 패스
연방군은 롬니 마을을 장악하려 했으나 남부 연합군의 매복 공격을 받았다.

### 카노와 갭
제34 오하이오 및 제1 켄터키 보병 연대 출신의 연방군 병력은 아브람 S. 피아트 대령의 지휘를 받아 채프먼빌 근처 카노와 갭의 요새에 있던 남부 연합군 병력을 공격하여 격파했다. 이 승리는 카노와 계곡을 장악하는 데 도움이 되었다.

### 그린브라이어 강
연방군 준장 레이놀즈는 헨리 R. 잭슨 여단의 진지를 공격했지만 격퇴되었다. 포격 후 레이놀즈는 치트 산으로 후퇴했다.

### 캠프 앨러게니
연방군 준장 로버트 H. 밀로이는 서부 버지니아에 주둔한 에드워드 존슨 대령의 남부 연합군 주력이 주둔하고 있는 캠프 앨러게니를 공격했다. 연방군 병력은 격퇴되었다.

## 여파

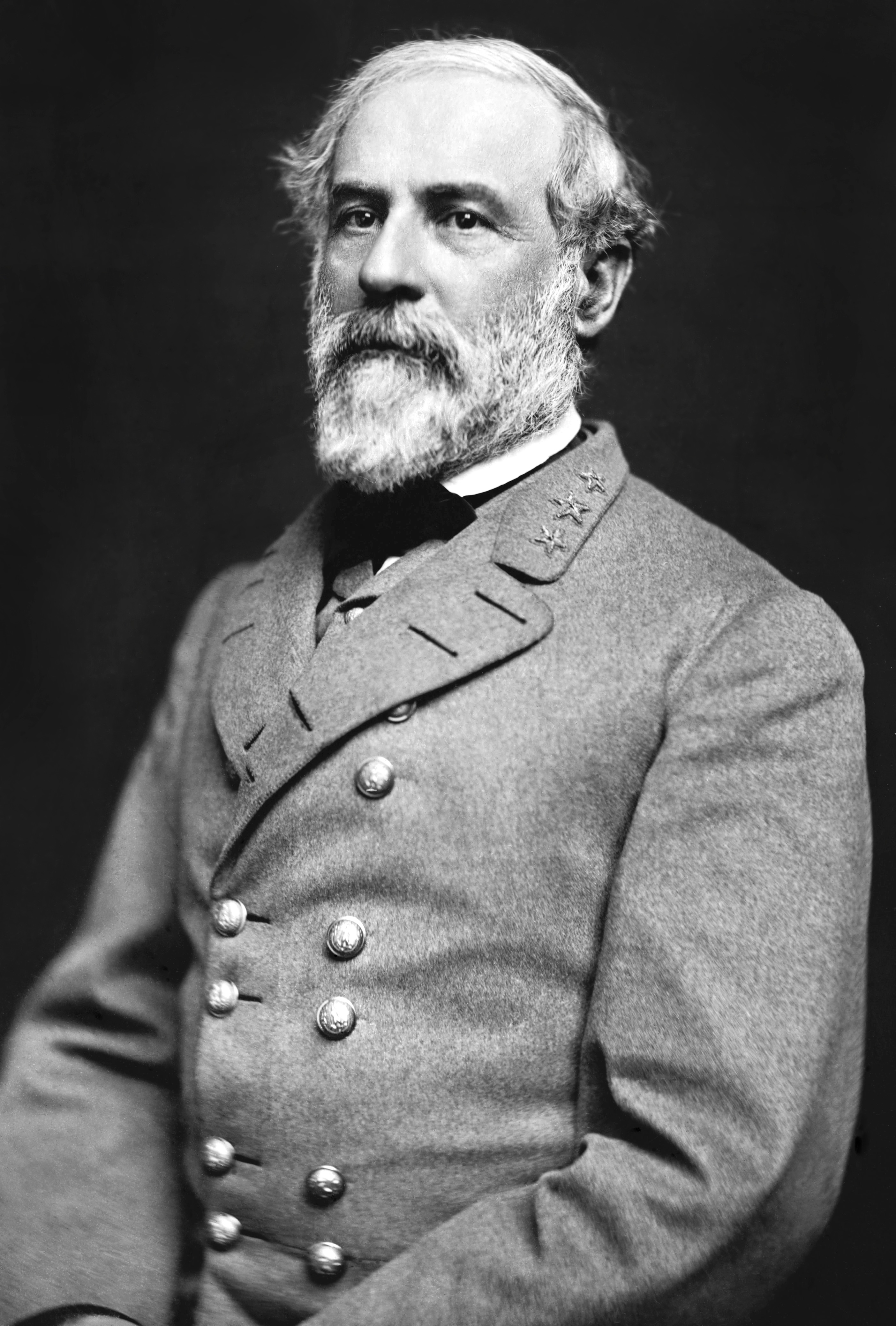
로버트 E. 리는 서부 버지니아에서의 남부 연합군 패배에 대한 비난을 받았다

연방군은 남부 연합군의 여러 차례 습격에도 불구하고 전쟁의 남은 기간 동안 버지니아 서부 지역을 점령했다. 웨스트버지니아는 나중에 오하이오 방면군에서 분리되어 새로운 서부 버지니아 방면군으로 편성되었다. 휠링 회의는 신속하게 버지니아 재건 정부를 조직했다. 이 연방주의자 정부는 리치먼드를 수도로 하여 버지니아 전체의 합법적인 정부라고 주장했지만, 사실상 통제는 연방군의 통제하에 있는 주 일부 지역에 국한되었다. 이 체제는 1863년 서부 버지니아가 웨스트버지니아 주로서 연방에 편입될 때까지 지속되었다. 웨스트버지니아가 주가 된 후, 재건 정부는 알렉산드리아로 이전하여 전쟁 기간 동안 그곳에 머물렀다.
서부 버지니아에서의 승리로 인해 매클렐런의 명성은 북부에서 빠르게 높아졌고, 신문들은 그를 "젊은 나폴레옹"이라고 불렀다. 제1차 불런 전투에서의 연방군 패배 이후, 그는 포토맥 군의 지휘권을 부여받았다. 리는 서부 버지니아에서의 패배로 인해 언론에서 많은 비판을 받았다. 언론과 병사들은 그를 "할머니 리"와 "철수 리"라고 불렀고, 그는 해안 요새 건설을 감독하기 위해 사우스캐롤라이나로 전임되었다. 서부 버지니아에 남아 있던 병력은 북서군으로 조직되었다가 북버지니아 군의 셰넌도어 계곡 지구로 편입되었다.

## 같이 보기
- 남북 전쟁 중 웨스트버지니아